# هلمبوش (كورنوال)
هلمبوش (بالإنجليزية: Holmbush, Cornwall)‏ هي قرية تقع في المملكة المتحدة في كورنوال، وتقع على بعد نصف ميل شرق سانت أوستل. كانت مركزًا للتنقيب عن القصدير والنحاس في القرنين الثامن عشر والتاسع عشر، وبها بعض المنازل إلى الجنوب من الطريق A390. تم تطويرها في السبعينات، مع بناء المساكن والعقارات الصناعية إلى الشمال من الطريق. منذ عام 1974، تم تطوير موقع منجم كودرا باسم حدائق باين لودج، وهي منطقة جذب تضم أكثر من 6,000 نوع من النباتات، والتي جمعها المالك في رحلات صيد النباتات.